# Minilasiocala lanterii
Minilasiocala lanterii är en skalbaggsart som beskrevs av Soula 2006. Minilasiocala lanterii ingår i släktet Minilasiocala och familjen Rutelidae. Inga underarter finns listade i Catalogue of Life.